# 下里夫尼
49°45′24″N 35°11′54″E / 49.75667°N 35.19833°E
下里夫尼（烏克蘭語：Нижні Рівні），是烏克蘭中部的村莊，隸屬波爾塔瓦州的波爾塔瓦區。該村處於科洛馬克河右岸，距離格里什科韋3公里，海拔高度103米，2001年人口183。